# Annie Selden
Annie Laurer Alexander Selden é uma matemática, especialista em educação matemática. É professora emérita da Universidade Tecnológica do Tennessee e professora adjunta da Universidade Estatal do Novo México. Foi uma das fundadoras originais da Association for Women in Mathematics em 1971.

## Formação
Nascida Annie Louise Laurer, graduou-se em 1959 no Oberlin College, aprendeu a programar computadores em um emprego de verão na IBM em Endicot, Condado de Broome, e viajou para a Universidade de Göttingen para estudar matemática como bolsista do Programa Fulbright. Com suporte da Woodrow Wilson Foundation obteve um mestrado em 1962 na Universidade Yale. Depois de casar e ter dois filhos , obteve um Ph.D. em 1974 na Universidade Clarkson. Publicou sua tese, Bisimple ω-semigroups in the locally compact setting, com o nome Annie Laurer Alexander. Foi orientada por John Selden Jr., com quem casou-se e foi seu segundo marido.

## Carreira
Embora Selden originalmente pretendesse ser uma pesquisadora matemática, o mercado de trabalho na época de sua graduação a levou a dar aulas no exterior, e a experiência de ensino de matemática para falantes não nativos de inglês a levou a se interessar por educação matemática. Ela lecionou na State University of New York at Potsdam, Hampden–Sydney College, Universidade do Bósforo na Turquia e Universidade Bayero na Nigéria, antes de ingressar na Universidade Tecnológica do Tennessee em 1985. Aposentou-se e mudou-se para o Novo México em 2003.

## Prêmios e honrarias
Em 2002 Selden recebeu o Prêmio Louise Hay da Association for Women in Mathematics e o AWM/MAA Falconer Lecturer. Foi eleita fellow da Associação Americana para o Avanço da Ciência em 2003. O Prêmio Annie e John Selden da Mathematical Association of America é denominado em memória de Selden e seu marido.